# Kaparatti, Gokak
Kaparatti là một làng thuộc tehsil Gokak, huyện Belgaum, bang Karnataka, Ấn Độ.